# Општина Шкофја Лока
Општина Шкофја Лока (словен. Škofja Loka) је једна од општина Горењске регије у држави Словенији. Седиште општине је истоимени град Шкофја Лока.

## Природне одлике
Рељеф: Општина Шкофја Лока налази се у средишњем делу државе. Општина се налази у подножју алпског планинског масива. Западним делом општине пружа се планина Шкофјелошко Хрибовје. У источном делу се налази долина речице Соре, која се источна улива у реку Саву. Ова долина је погодна за живот и ту је смештена већина насеља општине.
Клима: У нижим деловима општине влада умерено континентална клима, док у вишим влада њена оштрија, планинска варијанта.
Воде: Главни водоток је речица Сора, која на месту града настаје спајањем Пољанске Соре и Селшке Соре. Сви остали мањи водотоци су притоке ове реке.

## Становништво
Општина Шкофја Лока је густо насељена.

## Насеља општине
| - Бинкељ - Бодовље - Буков Врх над Високим - Брезница под Лубником - Броде - Буковица - Буковшчица - Валтерски Врх - Вештер - Винцарје - Вирлог - Вирмаше - Високо при Пољанах - Габрк - Габрово - Габршка Гора | - Годешич - Горења Вас-Ретече - Гостече - Гренц - Дорфарје - Драга - Згорња Луша - Зминец - Кнапе - Ковски Врх - Крижна Гора - Липица - Лог над Шкофјо Локо - Мошкрин - На Логу | - Папирница - Певно - Подпулфрца - Позирно - Прапротно - Пунгерт - Пуштал - Ретече - Ровте в Селшки долини - Светега Петра Хриб - Свети Андреј - Света Барбара - Свети Дух - Свети Ленарт - Свети Ожболт - Свети Флоријан над Шкофјо Локо - Свети Томаж | - Сопотница - Сподња Луша - Станише - Стара Лока - Стирпник - Стрмица - Суха - Трата - Трње - Форме - Хоста - Црнгроб - Шевље - Шкофја Лока |  |